# Tournoi d'Afrique du Sud de rugby à sept 2013
Navigation
2012 2014
Le South Africa rugby sevens 2013 est la troisième étape la saison 2013-2014 de l'IRB Sevens World Series. Elle se déroule les 7 et 8 décembre 2013 au Nelson Mandela Stadium à Port Elizabeth, en Afrique du Sud. Le 7 décembre 2013, un hommage particulier est rendu par les seize équipes à Nelson Mandela deux jours après sa mort. 
Les sud-africains gagnent sur leurs terres la compétition grâce à une victoire 17 à 14 en finale contre la Nouvelle-Zélande, cinq ans après leur dernière victoire dans ce tournoi.

## Équipes participantes
Seize équipes participent au tournoi (quinze équipes qualifiées d'office plus une invitée) :
- Afrique du Sud
- Angleterre
- Argentine
- Australie
- Canada
- Écosse
- Espagne
- États-Unis
- France
- Fidji
- Pays de Galles
- Kenya
- Nouvelle-Zélande
- Portugal
- Samoa
- Zimbabwe (invitée)

## Phase de poules

### Poule A
| Rang | Pays      | J | V | N | D | Pm | Pe | Diff | Pts |
| ---- | --------- | - | - | - | - | -- | -- | ---- | --- |
| 1    | Fidji     | 3 | 3 | 0 | 0 | 82 | 24 | +58  | 9   |
| 2    | France    | 3 | 2 | 0 | 1 | 59 | 60 | -1   | 7   |
| 3    | Australie | 3 | 1 | 0 | 2 | 48 | 64 | -16  | 5   |
| 4    | Écosse    | 3 | 0 | 0 | 3 | 52 | 93 | -41  | 3   |

| 7 décembre 2013 12 h 28 UTC+02:00 | Fidji | 26–5 | Australie | Nelson Mandela Stadium, Port Elizabeth |
| 7 décembre 2013 12 h 28 UTC+02:00 |       |      |           | Nelson Mandela Stadium, Port Elizabeth |
| 7 décembre 2013 12 h 28 UTC+02:00 |       |      |           | Nelson Mandela Stadium, Port Elizabeth |

| 7 décembre 2013 12 h 50 UTC+02:00 | Écosse | 21–33 | France | Nelson Mandela Stadium, Port Elizabeth |
| 7 décembre 2013 12 h 50 UTC+02:00 |        |       |        | Nelson Mandela Stadium, Port Elizabeth |
| 7 décembre 2013 12 h 50 UTC+02:00 |        |       |        | Nelson Mandela Stadium, Port Elizabeth |

| 7 décembre 2013 15 h 34 UTC+02:00 | Fidji | 27–7 | France | Nelson Mandela Stadium, Port Elizabeth |
| 7 décembre 2013 15 h 34 UTC+02:00 |       |      |        | Nelson Mandela Stadium, Port Elizabeth |
| 7 décembre 2013 15 h 34 UTC+02:00 |       |      |        | Nelson Mandela Stadium, Port Elizabeth |

| 7 décembre 2013 15 h 56 UTC+02:00 | Écosse | 19–31 | Australie | Nelson Mandela Stadium, Port Elizabeth |
| 7 décembre 2013 15 h 56 UTC+02:00 |        |       |           | Nelson Mandela Stadium, Port Elizabeth |
| 7 décembre 2013 15 h 56 UTC+02:00 |        |       |           | Nelson Mandela Stadium, Port Elizabeth |

| 7 décembre 2013 18 h 52 UTC+02:00 | Australie | 12–19 | France | Nelson Mandela Stadium, Port Elizabeth |
| 7 décembre 2013 18 h 52 UTC+02:00 |           |       |        | Nelson Mandela Stadium, Port Elizabeth |
| 7 décembre 2013 18 h 52 UTC+02:00 |           |       |        | Nelson Mandela Stadium, Port Elizabeth |

| 7 décembre 2013 19 h 14 UTC+02:00 | Fidji | 29–12 | Écosse | Nelson Mandela Stadium, Port Elizabeth |
| 7 décembre 2013 19 h 14 UTC+02:00 |       |       |        | Nelson Mandela Stadium, Port Elizabeth |
| 7 décembre 2013 19 h 14 UTC+02:00 |       |       |        | Nelson Mandela Stadium, Port Elizabeth |

### Poule B
| Rang | Pays           | J | V | N | D | Pm | Pe | Diff | Pts |
| ---- | -------------- | - | - | - | - | -- | -- | ---- | --- |
| 1    | Afrique du Sud | 3 | 3 | 0 | 0 | 89 | 14 | +75  | 9   |
| 2    | Kenya          | 3 | 2 | 0 | 1 | 59 | 39 | +20  | 7   |
| 3    | Espagne        | 3 | 1 | 0 | 2 | 26 | 78 | -52  | 5   |
| 4    | Canada         | 3 | 0 | 0 | 3 | 31 | 74 | -43  | 3   |

| 7 décembre 2013 13 h 12 UTC+02:00 | Afrique du Sud | 24–7 | Canada | Nelson Mandela Stadium, Port Elizabeth |
| 7 décembre 2013 13 h 12 UTC+02:00 |                |      |        | Nelson Mandela Stadium, Port Elizabeth |
| 7 décembre 2013 13 h 12 UTC+02:00 |                |      |        | Nelson Mandela Stadium, Port Elizabeth |

| 7 décembre 2013 13 h 34 UTC+02:00 | Kenya | 28–0 | Espagne | Nelson Mandela Stadium, Port Elizabeth |
| 7 décembre 2013 13 h 34 UTC+02:00 |       |      |         | Nelson Mandela Stadium, Port Elizabeth |
| 7 décembre 2013 13 h 34 UTC+02:00 |       |      |         | Nelson Mandela Stadium, Port Elizabeth |

| 7 décembre 2013 16 h 18 UTC+02:00 | Afrique du Sud | 38–0 | Espagne | Nelson Mandela Stadium, Port Elizabeth |
| 7 décembre 2013 16 h 18 UTC+02:00 |                |      |         | Nelson Mandela Stadium, Port Elizabeth |
| 7 décembre 2013 16 h 18 UTC+02:00 |                |      |         | Nelson Mandela Stadium, Port Elizabeth |

| 7 décembre 2013 16 h 40 UTC+02:00 | Kenya | 24–12 | Canada | Nelson Mandela Stadium, Port Elizabeth |
| 7 décembre 2013 16 h 40 UTC+02:00 |       |       |        | Nelson Mandela Stadium, Port Elizabeth |
| 7 décembre 2013 16 h 40 UTC+02:00 |       |       |        | Nelson Mandela Stadium, Port Elizabeth |

| 7 décembre 2013 19 h 36 UTC+02:00 | Canada | 12–26 | Espagne | Nelson Mandela Stadium, Port Elizabeth |
| 7 décembre 2013 19 h 36 UTC+02:00 |        |       |         | Nelson Mandela Stadium, Port Elizabeth |
| 7 décembre 2013 19 h 36 UTC+02:00 |        |       |         | Nelson Mandela Stadium, Port Elizabeth |

| 7 décembre 2013 19 h 58 UTC+02:00 | Afrique du Sud | 27–7 | Kenya | Nelson Mandela Stadium, Port Elizabeth |
| 7 décembre 2013 19 h 58 UTC+02:00 |                |      |       | Nelson Mandela Stadium, Port Elizabeth |
| 7 décembre 2013 19 h 58 UTC+02:00 |                |      |       | Nelson Mandela Stadium, Port Elizabeth |

### Poule C
| Rang | Pays             | J | V | N | D | Pm  | Pe  | Diff | Pts |
| ---- | ---------------- | - | - | - | - | --- | --- | ---- | --- |
| 1    | Nouvelle-Zélande | 3 | 3 | 0 | 0 | 134 | 14  | +120 | 9   |
| 2    | Portugal         | 3 | 2 | 0 | 1 | 61  | 77  | -16  | 7   |
| 3    | Pays de Galles   | 3 | 1 | 0 | 2 | 50  | 86  | -36  | 5   |
| 4    | États-Unis       | 3 | 0 | 0 | 3 | 34  | 102 | -68  | 3   |

| 7 décembre 2013 11 h 00 UTC+02:00 | Nouvelle-Zélande | 43–0 | Portugal | Nelson Mandela Stadium, Port Elizabeth |
| 7 décembre 2013 11 h 00 UTC+02:00 |                  |      |          | Nelson Mandela Stadium, Port Elizabeth |
| 7 décembre 2013 11 h 00 UTC+02:00 |                  |      |          | Nelson Mandela Stadium, Port Elizabeth |

| 7 décembre 2013 11 h 22 UTC+02:00 | Pays de Galles | 26–10 | États-Unis | Nelson Mandela Stadium, Port Elizabeth |
| 7 décembre 2013 11 h 22 UTC+02:00 |                |       |            | Nelson Mandela Stadium, Port Elizabeth |
| 7 décembre 2013 11 h 22 UTC+02:00 |                |       |            | Nelson Mandela Stadium, Port Elizabeth |

| 7 décembre 2013 14 h 06 UTC+02:00 | Nouvelle-Zélande | 43–7 | États-Unis | Nelson Mandela Stadium, Port Elizabeth |
| 7 décembre 2013 14 h 06 UTC+02:00 |                  |      |            | Nelson Mandela Stadium, Port Elizabeth |
| 7 décembre 2013 14 h 06 UTC+02:00 |                  |      |            | Nelson Mandela Stadium, Port Elizabeth |

| 7 décembre 2013 14 h 28 UTC+02:00 | Pays de Galles | 17–28 | Portugal | Nelson Mandela Stadium, Port Elizabeth |
| 7 décembre 2013 14 h 28 UTC+02:00 |                |       |          | Nelson Mandela Stadium, Port Elizabeth |
| 7 décembre 2013 14 h 28 UTC+02:00 |                |       |          | Nelson Mandela Stadium, Port Elizabeth |

| 7 décembre 2013 17 h 14 UTC+02:00 | Portugal | 33–17 | États-Unis | Nelson Mandela Stadium, Port Elizabeth |
| 7 décembre 2013 17 h 14 UTC+02:00 |          |       |            | Nelson Mandela Stadium, Port Elizabeth |
| 7 décembre 2013 17 h 14 UTC+02:00 |          |       |            | Nelson Mandela Stadium, Port Elizabeth |

| 7 décembre 2013 17 h 36 UTC+02:00 | Nouvelle-Zélande | 48–7 | Pays de Galles | Nelson Mandela Stadium, Port Elizabeth |
| 7 décembre 2013 17 h 36 UTC+02:00 |                  |      |                | Nelson Mandela Stadium, Port Elizabeth |
| 7 décembre 2013 17 h 36 UTC+02:00 |                  |      |                | Nelson Mandela Stadium, Port Elizabeth |

### Poule D
| Rang | Pays       | J | V | N | D | Pm | Pe  | Diff | Pts |
| ---- | ---------- | - | - | - | - | -- | --- | ---- | --- |
| 1    | Argentine  | 3 | 3 | 0 | 0 | 78 | 43  | +35  | 9   |
| 2    | Samoa      | 3 | 2 | 0 | 1 | 86 | 40  | +46  | 7   |
| 3    | Angleterre | 3 | 1 | 0 | 2 | 68 | 52  | +16  | 5   |
| 4    | Zimbabwe   | 3 | 0 | 0 | 3 | 12 | 109 | -97  | 5   |

| 7 décembre 2013 11 h 44 UTC+02:00 | Angleterre | 14–24 | Samoa | Nelson Mandela Stadium, Port Elizabeth |
| 7 décembre 2013 11 h 44 UTC+02:00 |            |       |       | Nelson Mandela Stadium, Port Elizabeth |
| 7 décembre 2013 11 h 44 UTC+02:00 |            |       |       | Nelson Mandela Stadium, Port Elizabeth |

| 7 décembre 2013 12 h 06 UTC+02:00 | Argentine | 31–5 | Zimbabwe | Nelson Mandela Stadium, Port Elizabeth |
| 7 décembre 2013 12 h 06 UTC+02:00 |           |      |          | Nelson Mandela Stadium, Port Elizabeth |
| 7 décembre 2013 12 h 06 UTC+02:00 |           |      |          | Nelson Mandela Stadium, Port Elizabeth |

| 7 décembre 2013 14 h 50 UTC+02:00 | Angleterre | 35–7 | Zimbabwe | Nelson Mandela Stadium, Port Elizabeth |
| 7 décembre 2013 14 h 50 UTC+02:00 |            |      |          | Nelson Mandela Stadium, Port Elizabeth |
| 7 décembre 2013 14 h 50 UTC+02:00 |            |      |          | Nelson Mandela Stadium, Port Elizabeth |

| 7 décembre 2013 15 h 12 UTC+02:00 | Argentine | 26–19 | Samoa | Nelson Mandela Stadium, Port Elizabeth |
| 7 décembre 2013 15 h 12 UTC+02:00 |           |       |       | Nelson Mandela Stadium, Port Elizabeth |
| 7 décembre 2013 15 h 12 UTC+02:00 |           |       |       | Nelson Mandela Stadium, Port Elizabeth |

| 7 décembre 2013 17 h 58 UTC+02:00 | Samoa | 43–0 | Zimbabwe | Nelson Mandela Stadium, Port Elizabeth |
| 7 décembre 2013 17 h 58 UTC+02:00 |       |      |          | Nelson Mandela Stadium, Port Elizabeth |
| 7 décembre 2013 17 h 58 UTC+02:00 |       |      |          | Nelson Mandela Stadium, Port Elizabeth |

| 7 décembre 2013 18 h 20 UTC+02:00 | Angleterre | 19–21 | Argentine | Nelson Mandela Stadium, Port Elizabeth |
| 7 décembre 2013 18 h 20 UTC+02:00 |            |       |           | Nelson Mandela Stadium, Port Elizabeth |
| 7 décembre 2013 18 h 20 UTC+02:00 |            |       |           | Nelson Mandela Stadium, Port Elizabeth |

## Phase finale
Résultats de la phase finale.

### Tournois principaux

#### Cup
|  | Quarts de finale                  | Quarts de finale                  |                                   |                                   | Demi-finales                      | Demi-finales                      |    |  | Finale                            | Finale                            |
|  | Quarts de finale                  | Quarts de finale                  |                                   |                                   | Demi-finales                      | Demi-finales                      |    |  | Finale                            | Finale                            |
|  |                                   |                                   |                                   |                                   |                                   |                                   |    |  |                                   |                                   |
|  | 8 décembre 2013 12 h 39 UTC+02:00 | 8 décembre 2013 12 h 39 UTC+02:00 |                                   |                                   | 8 décembre 2013 16 h 49 UTC+02:00 | 8 décembre 2013 16 h 49 UTC+02:00 |    |  | 8 décembre 2013 19 h 30 UTC+02:00 | 8 décembre 2013 19 h 30 UTC+02:00 |
|  | 8 décembre 2013 12 h 39 UTC+02:00 | 8 décembre 2013 12 h 39 UTC+02:00 |                                   |                                   | 8 décembre 2013 16 h 49 UTC+02:00 | 8 décembre 2013 16 h 49 UTC+02:00 |    |  | 8 décembre 2013 19 h 30 UTC+02:00 | 8 décembre 2013 19 h 30 UTC+02:00 |
|  | Fidji                             | 12                                |                                   |                                   | 8 décembre 2013 16 h 49 UTC+02:00 | 8 décembre 2013 16 h 49 UTC+02:00 |    |  | 8 décembre 2013 19 h 30 UTC+02:00 | 8 décembre 2013 19 h 30 UTC+02:00 |
|  | Fidji                             | 12                                |                                   |                                   | 8 décembre 2013 16 h 49 UTC+02:00 | 8 décembre 2013 16 h 49 UTC+02:00 |    |  | 8 décembre 2013 19 h 30 UTC+02:00 | 8 décembre 2013 19 h 30 UTC+02:00 |
|  | Samoa                             | 28                                |                                   |                                   | 8 décembre 2013 16 h 49 UTC+02:00 | 8 décembre 2013 16 h 49 UTC+02:00 |    |  | 8 décembre 2013 19 h 30 UTC+02:00 | 8 décembre 2013 19 h 30 UTC+02:00 |
|  | Samoa                             | 28                                | Samoa                             | 5                                 |                                   |                                   |    |  | 8 décembre 2013 19 h 30 UTC+02:00 | 8 décembre 2013 19 h 30 UTC+02:00 |
|  | 8 décembre 2013 13 h 01 UTC+02:00 |                                   | Samoa                             | 5                                 |                                   |                                   |    |  | 8 décembre 2013 19 h 30 UTC+02:00 | 8 décembre 2013 19 h 30 UTC+02:00 |
|  |                                   | Nouvelle-Zélande                  | 19                                |                                   |                                   |                                   |    |  | 8 décembre 2013 19 h 30 UTC+02:00 | 8 décembre 2013 19 h 30 UTC+02:00 |
|  | Nouvelle-Zélande                  | Nouvelle-Zélande                  | 19                                | 19                                |                                   |                                   |    |  | 8 décembre 2013 19 h 30 UTC+02:00 | 8 décembre 2013 19 h 30 UTC+02:00 |
|  | Nouvelle-Zélande                  |                                   |                                   | 19                                |                                   |                                   |    |  | 8 décembre 2013 19 h 30 UTC+02:00 | 8 décembre 2013 19 h 30 UTC+02:00 |
|  | Kenya                             | 0                                 |                                   |                                   |                                   |                                   |    |  | 8 décembre 2013 19 h 30 UTC+02:00 | 8 décembre 2013 19 h 30 UTC+02:00 |
|  | Kenya                             | 0                                 | Nouvelle-Zélande                  | 14                                |                                   |                                   |    |  |                                   |                                   |
|  | 8 décembre 2013 13 h 23 UTC+02:00 |                                   | Nouvelle-Zélande                  | 14                                |                                   |                                   |    |  |                                   |                                   |
|  |                                   | Afrique du Sud                    | 17                                |                                   |                                   |                                   |    |  |                                   |                                   |
|  | Argentine                         | Afrique du Sud                    | 17                                | 14                                |                                   |                                   |    |  |                                   |                                   |
|  | Argentine                         | 8 décembre 2013 17 h 11 UTC+02:00 |                                   | 14                                |                                   |                                   |    |  |                                   |                                   |
|  | France                            | 7                                 |                                   |                                   |                                   |                                   |    |  |                                   |                                   |
|  | France                            | 7                                 | Argentine                         | 0                                 |                                   |                                   |    |  |                                   |                                   |
|  | 8 décembre 2013 13 h 45 UTC+02:00 | 8 décembre 2013 13 h 45 UTC+02:00 | Argentine                         | 0                                 | Match pour la 3e place            | Match pour la 3e place            |    |  |                                   |                                   |
|  | 8 décembre 2013 13 h 45 UTC+02:00 | 8 décembre 2013 13 h 45 UTC+02:00 |                                   | Afrique du Sud                    | Match pour la 3e place            | Match pour la 3e place            | 31 |  |                                   |                                   |
|  | Afrique du Sud                    | 45                                | 8 décembre 2013 18 h 58 UTC+02:00 | 8 décembre 2013 18 h 58 UTC+02:00 |                                   |                                   | 31 |  |                                   |                                   |
|  | Afrique du Sud                    | 45                                | 8 décembre 2013 18 h 58 UTC+02:00 | 8 décembre 2013 18 h 58 UTC+02:00 |                                   |                                   |    |  |                                   |                                   |
|  | Portugal                          | 0                                 |                                   | Samoa                             | 21                                |                                   |    |  |                                   |                                   |
|  | Portugal                          | 0                                 |                                   | Samoa                             | 21                                |                                   |    |  |                                   |                                   |
|  |                                   |                                   |                                   |                                   |                                   |                                   |    |  | Argentine                         | 7                                 |
|  |                                   |                                   |                                   |                                   |                                   |                                   |    |  | Argentine                         | 7                                 |

#### Bowl
|  | Quarts de finale                  | Quarts de finale                  |            |    | Demi-finales                      | Demi-finales                      |  |  | Finale                            | Finale                            |
|  | Quarts de finale                  | Quarts de finale                  |            |    | Demi-finales                      | Demi-finales                      |  |  | Finale                            | Finale                            |
|  |                                   |                                   |            |    |                                   |                                   |  |  |                                   |                                   |
|  | 8 décembre 2013 11 h 11 UTC+02:00 | 8 décembre 2013 11 h 11 UTC+02:00 |            |    | 8 décembre 2013 15 h 01 UTC+02:00 | 8 décembre 2013 15 h 01 UTC+02:00 |  |  | 8 décembre 2013 18 h 08 UTC+02:00 | 8 décembre 2013 18 h 08 UTC+02:00 |
|  | 8 décembre 2013 11 h 11 UTC+02:00 | 8 décembre 2013 11 h 11 UTC+02:00 |            |    | 8 décembre 2013 15 h 01 UTC+02:00 | 8 décembre 2013 15 h 01 UTC+02:00 |  |  | 8 décembre 2013 18 h 08 UTC+02:00 | 8 décembre 2013 18 h 08 UTC+02:00 |
|  | Australie                         | 38                                |            |    | 8 décembre 2013 15 h 01 UTC+02:00 | 8 décembre 2013 15 h 01 UTC+02:00 |  |  | 8 décembre 2013 18 h 08 UTC+02:00 | 8 décembre 2013 18 h 08 UTC+02:00 |
|  | Australie                         | 38                                |            |    | 8 décembre 2013 15 h 01 UTC+02:00 | 8 décembre 2013 15 h 01 UTC+02:00 |  |  | 8 décembre 2013 18 h 08 UTC+02:00 | 8 décembre 2013 18 h 08 UTC+02:00 |
|  | Zimbabwe                          | 5                                 |            |    | 8 décembre 2013 15 h 01 UTC+02:00 | 8 décembre 2013 15 h 01 UTC+02:00 |  |  | 8 décembre 2013 18 h 08 UTC+02:00 | 8 décembre 2013 18 h 08 UTC+02:00 |
|  | Zimbabwe                          | 5                                 | Australie  | 33 |                                   |                                   |  |  | 8 décembre 2013 18 h 08 UTC+02:00 | 8 décembre 2013 18 h 08 UTC+02:00 |
|  | 8 décembre 2013 11 h 33 UTC+02:00 |                                   | Australie  | 33 |                                   |                                   |  |  | 8 décembre 2013 18 h 08 UTC+02:00 | 8 décembre 2013 18 h 08 UTC+02:00 |
|  |                                   | Pays de Galles                    | 21         |    |                                   |                                   |  |  | 8 décembre 2013 18 h 08 UTC+02:00 | 8 décembre 2013 18 h 08 UTC+02:00 |
|  | Pays de Galles                    | Pays de Galles                    | 21         | 24 |                                   |                                   |  |  | 8 décembre 2013 18 h 08 UTC+02:00 | 8 décembre 2013 18 h 08 UTC+02:00 |
|  | Pays de Galles                    |                                   |            | 24 |                                   |                                   |  |  | 8 décembre 2013 18 h 08 UTC+02:00 | 8 décembre 2013 18 h 08 UTC+02:00 |
|  | Canada                            | 19                                |            |    |                                   |                                   |  |  | 8 décembre 2013 18 h 08 UTC+02:00 | 8 décembre 2013 18 h 08 UTC+02:00 |
|  | Canada                            | 19                                | Australie  | 19 |                                   |                                   |  |  |                                   |                                   |
|  | 8 décembre 2013 11 h 55 UTC+02:00 |                                   | Australie  | 19 |                                   |                                   |  |  |                                   |                                   |
|  |                                   | Angleterre                        | 28         |    |                                   |                                   |  |  |                                   |                                   |
|  | Angleterre                        | Angleterre                        | 28         | 19 |                                   |                                   |  |  |                                   |                                   |
|  | Angleterre                        | 8 décembre 2013 15 h 23 UTC+02:00 |            | 19 |                                   |                                   |  |  |                                   |                                   |
|  | Écosse                            | 7                                 |            |    |                                   |                                   |  |  |                                   |                                   |
|  | Écosse                            | 7                                 | Angleterre | 33 |                                   |                                   |  |  |                                   |                                   |
|  | 8 décembre 2013 12 h 17 UTC+02:00 |                                   | Angleterre | 33 |                                   |                                   |  |  |                                   |                                   |
|  |                                   | États-Unis                        | 14         |    |                                   |                                   |  |  |                                   |                                   |
|  | Espagne                           | États-Unis                        | 14         | 14 |                                   |                                   |  |  |                                   |                                   |
|  | Espagne                           |                                   |            | 14 |                                   |                                   |  |  |                                   |                                   |
|  | États-Unis                        | 19                                |            |    |                                   |                                   |  |  |                                   |                                   |
|  | États-Unis                        | 19                                |            |    |                                   |                                   |  |  |                                   |                                   |

### Matchs de classement

#### Plate
|  | Demi-finales                      | Demi-finales                      |       |    | Finale                            | Finale                            |
|  | Demi-finales                      | Demi-finales                      |       |    | Finale                            | Finale                            |
|  |                                   |                                   |       |    |                                   |                                   |
|  | 8 décembre 2013 16 h 05 UTC+02:00 | 8 décembre 2013 16 h 05 UTC+02:00 |       |    | 8 décembre 2013 18 h 33 UTC+02:00 | 8 décembre 2013 18 h 33 UTC+02:00 |
|  | 8 décembre 2013 16 h 05 UTC+02:00 | 8 décembre 2013 16 h 05 UTC+02:00 |       |    | 8 décembre 2013 18 h 33 UTC+02:00 | 8 décembre 2013 18 h 33 UTC+02:00 |
|  | Fidji                             | 52                                |       |    | 8 décembre 2013 18 h 33 UTC+02:00 | 8 décembre 2013 18 h 33 UTC+02:00 |
|  | Fidji                             | 52                                |       |    | 8 décembre 2013 18 h 33 UTC+02:00 | 8 décembre 2013 18 h 33 UTC+02:00 |
|  | Kenya                             | 5                                 |       |    | 8 décembre 2013 18 h 33 UTC+02:00 | 8 décembre 2013 18 h 33 UTC+02:00 |
|  | Kenya                             | 5                                 | Fidji | 45 |                                   |                                   |
|  | 8 décembre 2013 16 h 27 UTC+02:00 |                                   | Fidji | 45 |                                   |                                   |
|  |                                   | France                            | 19    |    |                                   |                                   |
|  | France                            | France                            | 19    | 17 |                                   |                                   |
|  | France                            |                                   |       | 17 |                                   |                                   |
|  | Portugal                          | 12                                |       |    |                                   |                                   |
|  | Portugal                          | 12                                |       |    |                                   |                                   |

#### Shield
|  | Demi-finales                      | Demi-finales                      |        |    | Finale                            | Finale                            |
|  | Demi-finales                      | Demi-finales                      |        |    | Finale                            | Finale                            |
|  |                                   |                                   |        |    |                                   |                                   |
|  | 8 décembre 2013 14 h 17 UTC+02:00 | 8 décembre 2013 14 h 17 UTC+02:00 |        |    | 8 décembre 2013 17 h 43 UTC+02:00 | 8 décembre 2013 17 h 43 UTC+02:00 |
|  | 8 décembre 2013 14 h 17 UTC+02:00 | 8 décembre 2013 14 h 17 UTC+02:00 |        |    | 8 décembre 2013 17 h 43 UTC+02:00 | 8 décembre 2013 17 h 43 UTC+02:00 |
|  | Zimbabwe                          | 10                                |        |    | 8 décembre 2013 17 h 43 UTC+02:00 | 8 décembre 2013 17 h 43 UTC+02:00 |
|  | Zimbabwe                          | 10                                |        |    | 8 décembre 2013 17 h 43 UTC+02:00 | 8 décembre 2013 17 h 43 UTC+02:00 |
|  | Canada                            | 24                                |        |    | 8 décembre 2013 17 h 43 UTC+02:00 | 8 décembre 2013 17 h 43 UTC+02:00 |
|  | Canada                            | 24                                | Canada | 12 |                                   |                                   |
|  | 8 décembre 2013 14 h 39 UTC+02:00 |                                   | Canada | 12 |                                   |                                   |
|  |                                   | Écosse                            | 19     |    |                                   |                                   |
|  | Écosse                            | Écosse                            | 19     | 33 |                                   |                                   |
|  | Écosse                            |                                   |        | 33 |                                   |                                   |
|  | Espagne                           | 10                                |        |    |                                   |                                   |
|  | Espagne                           | 10                                |        |    |                                   |                                   |

## Bilan
Statistiques sportives
- Meilleur marqueur du tournoi : Tomasi Cama ( Nouvelle-Zélande) avec 51 points[5]
- Meilleur marqueur d'essais du tournoi : Shannon Walker ( Nouvelle-Zélande) avec 9 essais[5]